# Kult (Rollenspiel)
Das in Schweden entwickelte Pen-&-Paper-Rollenspiel Kult handelt von dunklen Mächten, Kulten und Horror. Es speist sich konzeptuell aus der Gnostik und der Kabbala, ästhetisch und inhaltlich steht es Filmen wie Clive Barkers Hellraiser – Das Tor zur Hölle oder Jacob’s Ladder – In der Gewalt des Jenseits von Adrian Lyne nahe. Die Entwickler des Spiels ordneten Kult dem Splatterpunk zu.

## Spielwelt
Kult spielt in der heutigen Zeit, in der uns bekannten Welt, die allerdings als Dystopie erscheint. Ausgegangen wird davon, dass die Welt, wie wir sie kennen, nur eine Illusion ist, ein Traum, um die Menschen eingelullt gefangen zu halten, so dass sie nicht ihren Funken Göttlichkeit, die Natur ihrer unsterblichen Seele erkennen können. Geschaffen wurde diese Illusion vom Demiurgen, wie eine Erscheinungsform Gottes in der Gnostik genannt wird, der jedoch verschwunden ist, und so zerfällt, wie die Welten auch, langsam die Illusion. Seine ehemaligen Diener, die Archonten, streiten in Diadochenkämpfen mittels anderer Kreaturen und auch menschlicher Geheimorganisationen und Kulte miteinander und mit den Todesengeln um die Herrschaft über die Menschheit, und Astaroth, der Herrscher des Infernos, streift durch die Welten, um sein verlorenes Gegenstück zu finden.
Die „reale Welt“ hinter den Illusionen in Kult besteht in der Grundfassung des Spiels aus einer endlosen Stadt aller denkbaren vergangenen (und zukünftigen) Baustile, der wortwörtlichen „Mutter aller Städte“, Metropolis. Sie ist zum Großteil verfallen und wird von unzähligen monströsen Gestalten bewohnt. In späteren Versionen wird ihr die alles und sich selbst permanent verschlingende und umformende Gaia, welche das „wahre“ Gesicht der nicht-menschlichen Schöpfung ist, als Repräsentantin der ursprünglichen Natur an die Seite gestellt. Zusätzlichen Freiraum für Spiel-Settings bieten auch die Konzepte von in die Illusion und die „wahre Realität“ eingewobenen „Traumreichen“, die von magisch begabten Träumern erträumt werden, und von Purgatorien: „Privathöllen“, die durch Menschen mit stark negativer mentaler Balance in existenziellen Krisen mehr oder minder bewusst erschaffen werden, mit entsprechender, an die Psychoanalyse erinnernder Symbolik ausgestattet sein und prinzipiell mit allen anderen Welten verbunden sein können.
Magie durch Spielercharaktere wirkt hauptsächlich als Manipulation an Elementen der „Illusion“ wie der Raum-Zeit, dem Tod oder den Träumen.
Das Rollenspiel Kult dreht sich zu einem nicht unerheblichen Teil um die Psyche der Charaktere, um Vor- und Nachteile, die damit zusammenhängen. Je höher das Ungleichgewicht (die „mentale Balance“) in der Psyche eines Charakters, desto größer seine Chance, phasenweise einen Teil der „realen Welt“ zu sehen oder sogar aus dem „Traumgefängnis“ zu erwachen.
Neben dem relativ ungewöhnlichen Rollenspielhintergrund bietet Kult ein vergleichsweise einfaches System für die Charaktererstellung und ein unkompliziertes Kampfsystem.

## Herausgeber
erste Auflage: Mario Truant Verlag (deutsch) / Target Games (schwedisch, weitere Sprachen)
erste Wiederauflage: Ulisses Spiele Verlag (deutsch)
zweite Auflage: Metropolis / Target Games
dritte Auflage: Seventh Circle Publishing (englisch & französisch) / Raven Distribution (italienisch)
vierte Auflage: Modiphius Entertainment / Helmgast AB

## Veröffentlichtes Material

### Truant Verlag (1. Auflage, deutsch)
- Kult - Das Grundregelwerk.
- Ok-Kult - Das Regelwerk für Magie und die Traumwelt inkl. eines Abenteuers.
- Kult-Ur - Ein Spielleiterschirm.
- Kult-E.S. (Elizabeth Seymour) - Eine Kampagne aus drei Abenteuern.
- Kult-Spielerhandbuch - Ergänzungsband mit neuen Regeln, Archetypen, nichtmenschlichen Wesen und einem Abenteuer.

### Metropolis Ltd. (1. Auflage, englisch)
- Kult, Death is only the beginning - 1. englische Auflage, Grundregeln
- Legions of Darkness - Ergänzungsband
- Fallen Angels - Abenteuer
- Taroticum - Abenteuer
- Metropolis - Ergänzungsband, Kampagnenmaterial
- Heart, Mind and Soul - Magieregelwerk
- Beyond the Boundaries - Magieregelwerk
- Purgatory - Kampagne
- The Judas Grail - Abenteuer
- Kult - Reality is a lie - 2. englische Auflage, Grundregeln
- Player’s companion - Spielerhandbuch

### 7th Circle (3. Auflage, englisch)
- Kult: Beyond the Veil - 3. englische Auflage, Grundregeln
- Kult Rumours - Spielerhandbuch

### Ulisses Spiele Verlag (Faksimile d. 1. Edition)
- Kult / Ok-Kult - Limitierte Wiederauflage der 1. Edition des Grund- und Magieregelwerks

### Modiphius Entertainment (4. Auflage, englisch)
- KULT: Divinity Lost - 4th Edition of Kult, Grundregeln
- KULT: Beyond Darkness and Madness, Spielleiter Handbuch
- KULT: Screams and Whispers, Szenario Sammlung
- KULT: Divinity Lost - Taroticum and Other Tales, Szenario Sammlung
- KULT: Divinity Lost - The Black Madonna, Kampagne

### Truant Verlag (4. Auflage, deutsch)
- KULT Die Verlorene Göttlichkeit Originalausgabe, Grundregelwerk der 4. Ausgabe
- KULT Referenzkarten, Referenzkartendeck für KULT: Die Verlorene Göttlichkeit
- KULT Taroticum und andere Erzählungen Originalausgabe, Szenarien
- KULT Schwarze Madonna Originalausgabe, Kampagne in sechs Kapiteln
- KULT Crowdfunding Paket, Handouts für Taroticum & Die Schwarze Madonna
- KULT Galerie der Seelen, Abenteuerszenario
- KULT Echo der Vergangenheit, Abenteuerszenario
- KULT Spielleiterschirm
- KULT Archetypen-Set, Referenzbögen für Archetypen aus dem Grundregelwerk
- KULT TAROT, Tarotkartendeck für Spielleiter für die Planung einer Kampagne

### Ableger
Herausgegeben von Excelsior Games wurde ein Sammelkartenspiel (CCG) von Bryan Winter, das auf Kult basiert.